# ユリヤ・ネステレンコ
ユリア・ネステレンコ（Yulia Nestsiarenka、 ベラルーシ語: Юлія Несьцярэнка、 1979年6月15日 - ）は、ベラルーシの陸上競技選手である。2004年アテネオリンピック女子100mの金メダリストである。アテネオリンピックでは予選から決勝までの4本すべて10秒台で走り、大きな衝撃を与えた。
その後は、2005年の世界陸上選手権100mでは8位、2006年のヨーロッパ陸上選手権100mでは6位に終わっている。

## 主な実績
| 年   | 大会               | 場所                       | 種目         | 結果 | 記録   |
| ---- | ------------------ | -------------------------- | ------------ | ---- | ------ |
| 2004 | 世界室内陸上選手権 | ブダペスト（ハンガリー）   | 60m          | 銅   | 7秒12  |
| 2004 | オリンピック       | アテネ（ギリシャ）         | 100m         | 金   | 10秒93 |
| 2005 | 世界陸上選手権     | ヘルシンキ（フィンランド） | 4×100mリレー | 銅   | 42秒56 |

## 自己ベスト
- 100m - 10秒92 (2004年)
- 200m - 22秒91(2004年)